# SN 1996bg
SN 1996bg – supernowa typu II odkryta 9 października 1996 roku w galaktyce A005252-0004. W momencie odkrycia miała maksymalną jasność 22,00m.